# 疎開
疎開（そかい）は、
- （軍事作戦用語、原義）前進中の軍隊の距離・間隔をひらくこと[1]。集団行動している兵を散らし、攻撃目標となり難い状況を作りながら作戦行動を行うこと。
- 空襲や火災などによる損害を少なくするため、都市部の住民や官庁、軍需工場、民間企業などの産業を田舎へと避難（移動)させること[1]。

なお、以上の戦時疎開以外に自然災害発生時の集団避難の概念として「疎開」が用いられる例がある（防災白書の「震災疎開」など）。

## 概要

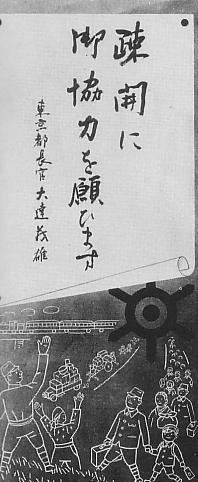
戦時中の東京都のポスター（1944年）

かつては軍事用語であったが、日本においては第二次世界大戦末期に、攻撃目標となりやすい都市に住む学童、老人、女性、又は直接攻撃目標となるような産業などを分散させ、田舎に避難させるという政策を指す言葉として一般化した。都市計画学者の越澤明は、この言葉は元来防空都市計画用語で、当時の内務省の技師北村徳太郎がドイツ語「Auflockerung」を訳したものとしている。
当時の政権が「避難」や「退避」という言葉を正直に使用しなかった理由は、当時の軍部が撤退・退却を誤魔化して「転進」と表現したのと同様、「軍事作戦の1つであり、決して逃げるのではない」と糊塗する（ごまかす、取り繕う）意図があったとされ、それゆえ当時の新聞紙上等においては外国で行われた（外国政府による、外国人の）疎開について、「避難」「撤去」「疎散」などと表現している。
日本以外では第二次世界大戦中において本土が大きな被害を受けたドイツやイギリス、ソビエト連邦など多くの国でも、政府の主導による疎開が行われたほか、本土が戦場より遠く、日本軍によるアメリカ本土空襲やアメリカ本土砲撃が行われたものの、結果的に民間人に多くの被害を出すことが無かったアメリカにおいても、日本軍による大規模な空襲や上陸を恐れて、日米開戦後の1941年から1942年にかけて疎開が政府により本格的に計画された。
なお、以上は戦時疎開であるが自然災害発生時の集団避難の概念として「疎開」が用いられる例がある（防災白書の「震災疎開」など）。

## 疎開の種類

### 学童疎開

#### 日本における学童疎開

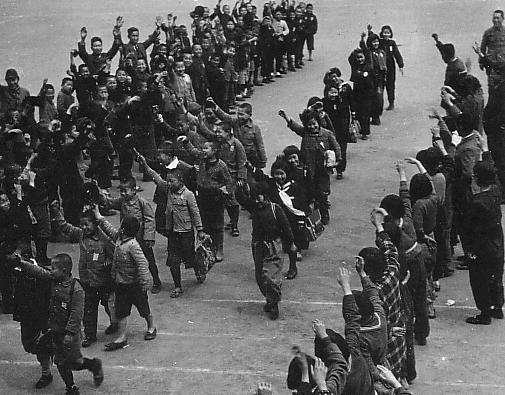
学童疎開

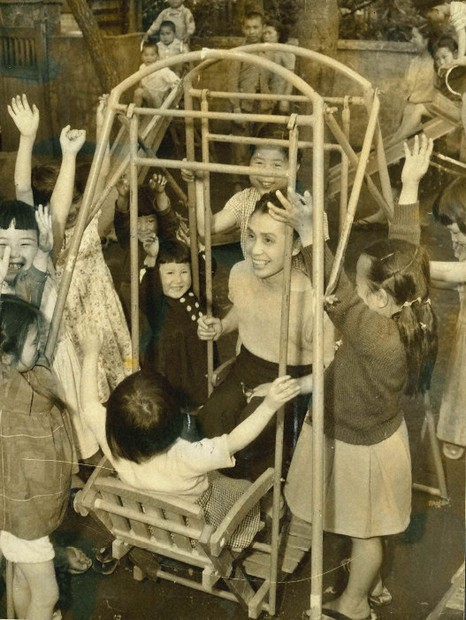

日本において第二次世界大戦末期の「学童」とは、国民学校初等科に通っていた児童を意味する。大日本帝国政府は「縁故者への疎開」を奨励したが、学校毎の集団疎開（学校疎開）も多く行われた。
日本の都市部では自営業者の世帯を中心に労働力の中心となるべき成人男性が戦地に赴いている間、子供は重要な労働力として家計の助けとなっている世帯も多く、疎開させたくても出来ない家庭があった。集団疎開に際しては保護者から疎開免除の嘆願書が提出された例も存在している。
1944年、連合国軍による本土空襲が始まった（北九州の八幡空襲）直後、1944年8月4日、東京都から学童疎開第一陣が出発し、7月の緊急閣議で急遽疎開決定した沖縄県の学童は8月中旬、大阪市からは8月末に移動を始めた。以上の地域以外にも、横浜市、川崎市、名古屋市、尼崎市、神戸市と今の北九州市（当時は門司、小倉、戸畑、若松、八幡の各市）から周辺県への疎開が9月末までに集中的に行われた。疎開児童総数は40万人以上だった。
写真集や、その他報告は数多い。食糧や疎開先での人々などに恵まれた地域もあるにはあったが、そのような地域はごくまれで、ほとんどの地域は特に食料不足に苦しんだ。また厳しい戦争下、教師と学童、そして学童間の人間関係も悪化していった。沖縄の学童疎開では、対馬丸事件で犠牲者がでたが、与那原国民学校の学童と引率者は1944年8月15日学校を出発、長崎港に到着し、熊本県日奈久町の温泉旅館に移動した。日奈久国民学校で授業を受けたが、1945年6月再疎開となり、1946年10月に帰宅した。第2班は、室戸丸で鹿児島港を経て、熊本県湯浦町に到着した。
東京都長官大達茂雄は「帝都の学童疎開は将来の国防力の培養でありまして学童の戦闘配置を示すものであります。」と都の国民学校校長会議で1944年発表。「学童疎開衛生注意事項に関する件」で肢体不自由児や、伝染疾患（結核、重症トラホーム）、喘息、てんかん、ひんぱんな夜尿症、性格異常、その他集団生活に適さない者とされた児童は学童疎開から除かれた。国家総動員法で盲学校生徒は兵隊のマッサージ、聾学校生徒は騒音の工場勤務が出来たが、肢体不自由児は兵隊にも銃後にも不要とされた。

#### 日本の学童疎開の歴史[11]
- 1941年11月20日　芦田均議員が空襲の危険がある東京・大阪で子供を事前に避難させることを推奨した。
- 1941年12月16日　防空法施行令（昭和12年9月29日勅令第549号）の改正（防空法施行令及官庁防空令中改正防空委員会令廃止ノ件（昭和16年12月17日勅令第1135号））により国民学校初等科児童は、病人、妊婦、老人などと共に事前避難の対象とされた（改正後の第7条の2）。
- 1943年10月25日　次官会議決定で、重要都市人口疎開に対する当面の啓発宣伝方針で、「任意の人口疎開」をうたったが、疎開先は自分で探せという意味である。
- 1943年12月10日、文部省は、学童の縁故疎開促進を発表[12]。
- 1943年12月21日の閣議で「都市疎開実施要項」を定め、東京都区部、横浜、川崎、名古屋、大阪、神戸などを疎開地区とした。疎開希望者は12％であった。
- 1944年4月1日現在、国民学校初等科学童の9.3％が縁故疎開をしていた。
- 1944年4月2日に内務省案が示された。これによれば、東京都国民学校3-6年生のうち20万人を近隣の県に疎開させ、生活費は1か月20円とし、半額を国庫負担とする。実施期間を1年とする。
- 1944年6月30日の閣議で「学童疎開促進要項」を発表した。
- 1944年7月5日、防空総本部は「帝都学童疎開実施細目」を定め、実施を勧奨した。実施する政府の方針は1944年7月18日か19日に伝えられた。
- 1944年7月7日、緊急閣議で沖縄の疎開が決定。
- 1944年8月4日、20万人規模の疎開の第1陣の児童が東京を発ち、東京都板橋区上板橋第三国民学校の児童が群馬県へ疎開するなどした。
- 1944年8月16日から沖縄県の九州などへの疎開が始まった。
- 8月22日、沖縄の学童など800名を乗せた対馬丸が米潜水艦に攻撃され鹿児島悪石島近海で沈没[13]。
- 9月25日には全国で41万6946人の子供が集団疎開していた。
- 杉山尚医師は宮城県玉造郡鳴子町へ疎開した3795人の健康状態を調査した。時期は6か月後である。1人が亡くなり、のべ695人は結核性疾患、呼吸器性疾患、発熱、頭痛、胃腸疾患、黄疸、ジフテリアに罹患し、158名は病気を理由に集団疎開を取りやめた。食糧の量的質的不足が原因という。
- 1945年3月9日の閣議で、集団疎開を1年以上継続することを決めた。8月16日に東京都は疎開先の教育を継続すると表明した。
- 集団疎開児の大部分は1945年11月中に疎開先より引き揚げた。沖縄県から九州に集団疎開した児童は1946年10月、光明国民学校（東京都立光明特別支援学校）が長野県から引き揚げたのは1949年5月28日であった。空襲で家族全部が死亡して戦災孤児となり、引き続き疎開先にとどまった子供もすくなくなかった。

| 疎開都府県 | 都市     | 疎開児童数 | 受け入れ予定県                                                         |
| ---------- | -------- | ---------- | ---------------------------------------------------------------------- |
| 東京都     | 区部     | 200,000    | 宮城、山形、福島、茨城、栃木、群馬、埼玉、千葉、新潟、静岡、長野、山梨 |
| 神奈川県   | 横浜市   | 24,900     | 静岡                                                                   |
| 神奈川県   | 川崎市   | 8,100      | 静岡                                                                   |
| 神奈川県   | 横須賀市 | 7,000      | 静岡                                                                   |
| 大阪府     | 大阪市   | 80,000     | 滋賀、奈良、京都、和歌山、石川、福井、徳島、香川、愛媛                 |
| 兵庫県     | 神戸市   | 23,700     | 鳥取、島根、岡山                                                       |
| 兵庫県     | 尼崎市   | 6,300      | 神戸市の受け入れと同じ                                                 |
| 愛知県     | 名古屋市 | 35,000     | 岐阜、静岡、三重                                                       |
| 福岡県     | 門司市   | 2,900      | 福岡県からは山口、佐賀、熊本、大分                                     |
| 福岡県     | 小倉市   | 3,400      | 福岡県からは同様                                                       |
| 福岡県     | 戸畑市   | 1,700      | 福岡県は同様                                                           |
| 福岡県     | 若松市   | 1.700      | 福岡県は同様                                                           |
| 福岡県     | 八幡市   | 5,300      | 福岡県は同様                                                           |

| 疎開先県 | 性別 | 初等科 （1-6年計） | 高等科 | 男女合計 |
| -------- | ---- | ------------------ | ------ | -------- |
| 宮崎     | 男   | 1,207              | 384    | 2,643    |
| 宮崎     | 女   | 776                | 276    | 2,643    |
| 熊本     | 男   | 1,257              | 391    | 2,602    |
| 熊本     | 女   | 610                | 344    | 2,602    |
| 大分     | 男   | 117                | 67     | 341      |
| 大分     | 女   | 99                 | 58     | 341      |
| 小計     | 男   | 2,581              | 842    | 5,586    |
| 小計     | 女   | 1,485              | 678    | 5,586    |

#### イギリスにおける学童疎開
イギリスにおける学童疎開は、ドイツがポーランドに侵入した1939年9月1日に行われ、イギリスがドイツに対して宣戦布告した9月3日にはロンドンやマンチェスター、リバプールなどの都市とその周辺に住む学童の疎開が百万人単位で行われ、行き先は主にスコットランドなど国内の北部だったが、一部はアメリカやイギリス連邦自治領に送られた。
特に1940年7月のバトル・オブ・ブリテンの開始後、緊急児童海外受入委員会（CORB）の下で、カナダやオーストラリア、南アフリカなどに学童を集団疎開させる計画が進められた。しかし、同年9月17日に、カナダに向かっていた疎開船「シティ・オブ・ベナレス」がドイツ潜水艦に撃沈されて、乗船児童90人のうち77人が死亡する事件が発生した後、バトル・オブ・ブリテンでイギリスが勝利したこともあり、CORBによる児童の海外疎開は中止された。

#### フィンランドにおける学童疎開
フィンランドでは、第二次世界大戦中の冬戦争ならびに継続戦争の時期において、就学前の子供を中心とした約8万人という大規模な学童疎開が実施され、疎開先としては、その大多数が隣国のスウェーデン（一部デンマークとノルウェーへも）だった。
スウェーデン国内では、1939年の冬戦争勃発に伴い、官民の間でフィンランドに対する支援意識が高まり、「フィンランド支援センター」なる機関が立ち上げられ、フィンランドの子供達を無償でスウェーデン人の家庭に受け入れるといった申し出がなされた。当初フィンランド政府は、学童疎開の受け入れよりも、フィンランド国内への物資面での援助の方が優先との意向を伝えたものの、マンネルヘイム陸軍元帥などの賛同によって、学童疎開の実施に踏み切ることとなった。
これにより、スウェーデンに送られた病人や老人なども含めた学童疎開者の数は、1940年春に実施された最初の疎開においては約12,000人だった。その後は継続戦争の勃発によって、本格的に疎開委員会によって疎開が実施され、1941年から1943年には22,398人、1944年から1945年には30,767人にまで膨れ上がった。
疎開先での生活は、家族とはなれて過ごさなければならない為、当初は寂しく辛い思いをしがちだったが、豊かで平和なスウェーデンでの生活に慣れ親しむにつれ、例外もあったが、養父母とともに楽しい日々を過ごしたというケースが多かったという。ただ、新生活に馴染みスウェーデン語を覚えるに伴い、特に年少の子供達の間では次第にフィンランド語を忘れてしまい、母国での暮らしや家族に関する記憶も曖昧になってしまうといった事態が多発した。その為、終戦後にフィンランドへ帰国した後も、生活環境の大きな変化に適応できず、特にフィンランド語を忘れてしまった子供達は、学業の面でも著しい困難に直面することとなった。
そのことから、養父母もしくは子供本人が希望し、実の両親の承認を得て養子になったケースも多く、戦後疎開先の国に留まった子供の数は、帰国後に再度渡った者も含めて、スウェーデンに約15,000人、デンマークに約50人となった。
この児童疎開政策に関し、現在のフィンランドでは、スウェーデンの善意に感謝しつつも、子供達に両親ならびに養父母との2度にも亘る涙の別れを経験させてしまった、両親から見放されたがために疎開に出されたという精神的なトラウマを植えつけてしまった、などといった観点からあまり評価されていないという。

### 建物疎開

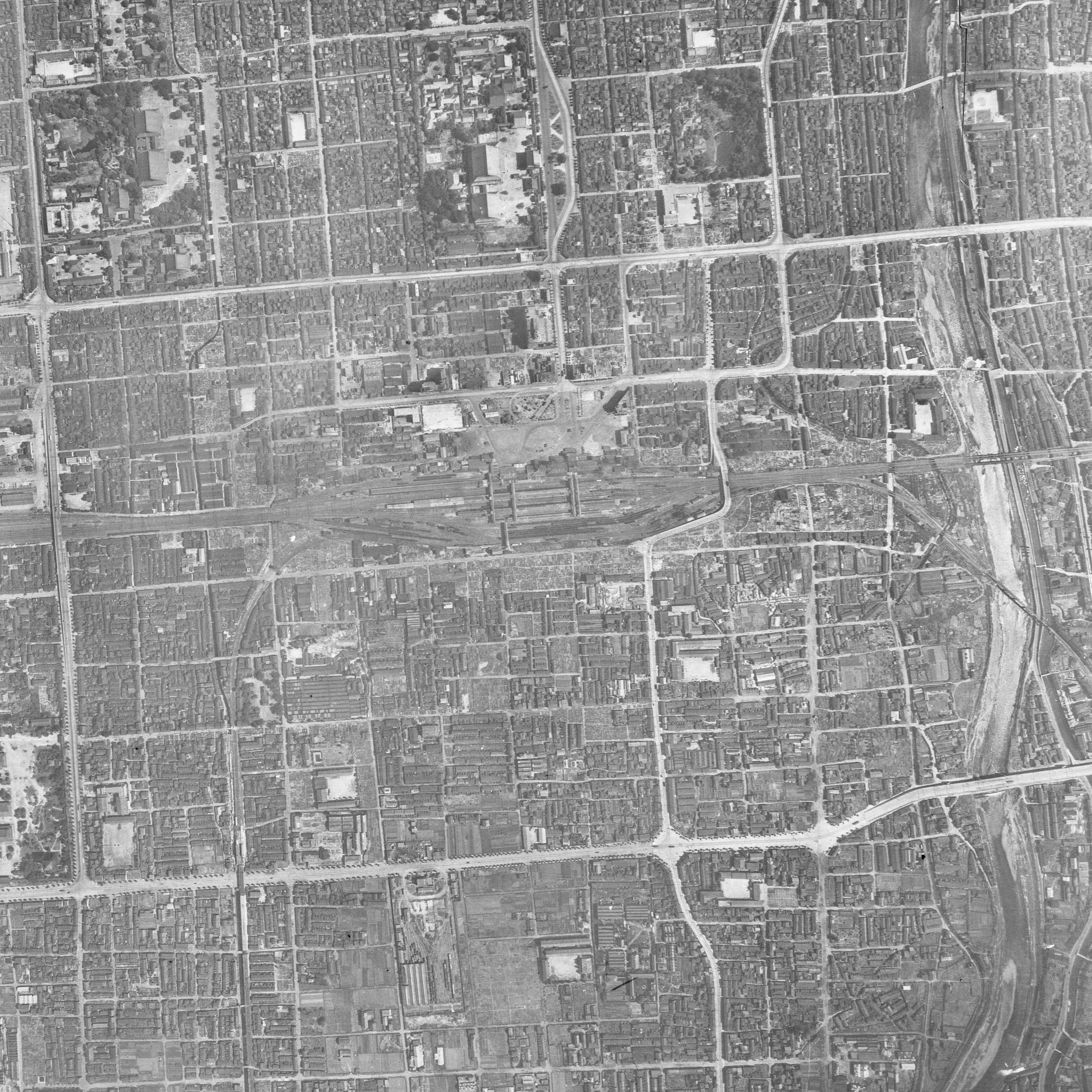
京都駅周辺の白黒空中写真（1946年10月）。駅の南側や線路沿いの建物が破壊されている。

日本において当時の人の多くは家屋疎開とも呼んでいた。空襲により火災が発生した際に重要施設への延焼を防ぐ目的で、防火地帯（防空緑地・防空空地）を設ける為に、計画した防火帯にかかる建築物を撤去することである。跡地は、人々の避難先や復旧時のゴミ・資材置き場として役に立ったが、投下された焼夷弾の数が多量だったため、本来の目的である防火帯としての役割はあまり果たさなかったと言われている。
一部の地域では「爆弾が天井に引っ掛かるので、天井板は無くした方が良い」といった説が流れ、残された住宅の天井板だけを撤去することも行われた。都市空襲の場合、投下された焼夷弾が屋根を貫通した後に天井板で止まり発火する場合が多く、それを防ぐには有効であったと思われるが、工業地帯等に投下された爆弾の重量は平均500kg～1tであり、薄い木製の天井板の有無で影響を受けるとは考えられない。
建物疎開にあたっては、行政機関がその候補を選定し、選ばれた家屋はほぼ強制的に撤去されたため、当時は「強制疎開」とよばれた。疎開対象の選定に当たっては地域の有力者などからの「政治的助言」が大きく影響し、被差別部落に対する偏見や、個人的感情から対象に含められたと考えられるものも存在する。
建物疎開は終戦直前まで行われており、本土決戦に備えて人口2万人以上の小都市でも実施され、全国で約61万戸の建物が除却された。また、建物の除却には移転補償の給付がなされたが、敷地に関しては買収形態のものと借地形態のものの両方が存在した。建物の取り壊し作業は軍が破壊作業を行った後に付近住民などが撤去作業を行うという手順が一般的であった。瓦礫の撤去に携わったのは主に国民学校高等科（12歳～14歳）の生徒（授業の一環として取り入れられていた）や、女性を中心とした「勤労奉仕隊」、病気などで徴兵対象から除外されていた男性などであった。広島へ原爆が投下された当時も広島市内では既に数千人の学童を含む人々が屋外で建物疎開の作業に従事していた。当日も彼らは既に作業を始めており、炸裂した原爆による被害を受けることとなった。
建物疎開の跡は戦後そのまま道路になった場合が多く、代表的な例では横浜市の根岸疎開道路（馬場町～原町間）など数か所、広島市の平和大通り、京都市の御池通の左京区川端御池から中京区堀川御池間、大阪市道の上新庄生野線の東成区玉津3丁目から生野区林寺2丁目間、都市計画道路難波片江線の生野区鶴橋2丁目付近などがある。特に横浜のそれらと大阪市道豊里矢田線は地元住民から「疎開道路」と呼ばれている。また、年末における賑わいの名所として知られているアメ横商店街（通称・アメ横、東京都台東区）は終戦後に御徒町の建物疎開跡地に中国大陸などから帰還した復員兵が芋飴などの商売を始めたのが起源となっている。

### 工場疎開
工場疎開とは、建物疎開とは異なり、重要工場を安全な場所に移転させることである。日本では太平洋戦争末期に、「工場緊急疎開要綱」（1945年2月23日閣議決定）などに基づいて、航空機工場や兵器工場の地下施設化や、工作機械類の移動が行われた。同時に閣議決定された「生産強化企業再整備及工場緊急疎開ノ一体的実施機構ニ関スル件」に基づき、軍需省が所管した。このときに建設された地下施設の中には、戦争遺跡として現存しているものもある。一部は満州に疎開したが、これはソ連対日参戦によりかえって多くの工作機械がソ連軍に鹵獲される結果につながった。

#### ソビエト連邦における工場疎開
ソビエト連邦においても、独ソ戦開戦に伴い、ウラル山脈以西のウクライナやベラルーシ、ヨーロッパ・ロシアに存在した各種工場の設備や技術者を、ナチス・ドイツによる接収（ひいては兵器生産・供給体制の破綻）から守るためウラル山脈以東の各地へ疎開させている。
一例として、ウクライナのハリコフにあった第183戦車工場（現：V・O・マールィシェウ記念工場）は、独ソ戦開戦に伴いスヴェルドロフスク州のニジニ・タギルへ疎開し、現地のウラル貨車工場（ウラルヴァゴンザヴォート）と合併してT-34戦車の生産を続けた。

### 美術品、貴重書等の疎開
戦乱の際、貴重な美術品や図書の破壊、散逸を免れるため、本来の収蔵場所から遠ざける例がある。
中華民国（台湾）の国立故宮博物院は、元来は北京の故宮（紫禁城）で公開されていたものである。日中戦争勃発後に南方に疎開させ、さらに国共内戦の再開及び激化により、その一部が台北に移されたものである。
東京帝国大学図書館は、1944年、空襲被害から貴重書を守るために、山梨県市川大門の元青洲文庫の建物に約2,000冊を職員総出で疎開させた。

### 縁故疎開
政府の奨励・指示に従って行われるものだが、上記の如き学童疎開や工場疎開とは違って組織的・計画的なものではなく、一家庭または一個人が自己責任で疎開するケース。地方の農村に親戚や知人があり、しかも自費で移動出来るだけの経済的余裕のある者は、この方法で疎開した。主に知識階級に多い疎開方法である。

## 皇室・王室の疎開
日本の皇室や諸外国の王族も、戦乱の際は、政治的理由や自身の意思により、首都から疎開または留まり続ける例もある。

### 日本
第二次世界大戦中は、東京も空襲被害を受けたため、皇族の疎開も行なわれた。継宮明仁親王（当時学習院初等科5年生、後の明仁上皇）が栃木県日光市にあった田母澤御用邸、さらに翌年7月には奥日光の日光湯元温泉に同級生とともに疎開するなどした。敗戦直後には皇統護持作戦として、若年皇族を（本人の意思によらず）疎開させて匿う計画もあった。
昭和天皇らは東京に留まった。ただし、本土決戦を想定して皇居や大本営を長野県松代町（現：長野市）に移転させる構想は存在した（松代大本営跡を参照）。
また東京の空襲が激しくなってきた頃、貞明皇后の大宮御所を軽井沢（旧末松謙澄別荘）へ移転させるため改修工事が急ピッチですすめられたが、完成した数日後に終戦となり、皇太后は終戦5日後から4ヶ月ほど軽井沢に疎開することになった。後に皇后となる正田美智子も小学校時代、軽井沢に数ヶ月疎開している。

### 英国
第二次世界大戦当時のイギリスでも王室一家の疎開が行われた。しかし、ジョージ6世国王は1940年6月にドイツ空軍による空襲（ザ・ブリッツ）が行われて以降も首都ロンドンに留まった。この様子は戦時歌謡「The King is still in London」として歌われており、国王の姿が国民から広く支持を集めた。

### ベルギー
ベルギーのレオポルド3世は、1940年5月10日、ナチス・ドイツの電撃戦を受けベルギーの戦いで抗戦するが、5月28日に降伏しドイツの捕虜となる。レオポルド3世と家族は、ドイツ及びオーストリアを転々と疎開させられた後、1945年5月になって解放された。戦後、ベルギーをはじめとした連合側諸国では反国王感情が高まった。

## 駐日外国人の疎開
1941年12月、日本政府は長野県の軽井沢、山梨県の山中湖、神奈川県の箱根を外国人の強制疎開地に指定、これらの土地にあった外国人所有の別荘は、敵産管理の法令により没収され、敵国人資産として競売にかけられた。1943年以降には、日本に滞在している枢軸国や非対戦各国の外交官や宣教師、一般外国人達が、日本政府が強制疎開地として指定した前述の地に集住させられる事となった。箱根には、約1500人の外国人が疎開、東京・横浜所在の大使館・公使館、領事館、商社などの多くがこの地区に移転した。同じく、枢軸国・中立国13ヶ国約300人の駐日外交官と千数百人あるいは2000人以上の一般外国人の疎開地となった軽井沢では、三笠ホテルに外務省軽井沢出張所が設置され、1943年には万平ホテルにソ連とトルコの大使館が疎開し、1944年8月には民間の貸別荘だった深山荘にスイスの公使館が置かれる事となった。

## 自然災害における疎開

### 震災疎開
1923年（大正12年）9月1日の関東大震災では焼失家屋212,353戸、非焼失全潰家屋79,733戸、流出・埋没家屋1,301戸で、被災後に疎開により他地域に移住した者も少なくなかった。
2024年1月1日に発生した能登半島地震では同年1月17日、輪島市の市立中学校3校の生徒401人のうち保護者が同意した258人が白山市の県立施設に集団避難した。輪島市の教員25人が施設内で授業を行う。また、珠洲市と能登町は1月17日、同意した中学生144人が保護者の元を離れて1月21日に金沢市へ1月21日に集団避難すると明らかにした。両市町の校舎が避難所として使われていることから学習機会の確保を目的に実施する。予定は2か月。

### 火山噴火
1962年（昭和37年）の三宅島噴火では島外への学童疎開が実施された。

### 渇水疎開
渇水時の疎開は渇水疎開と呼ばれる。1964年（昭和39年）の東京の渇水では一部地域で4日間完全断水し疎開が実施された。